# Otogi Manga Calendar
Otogi Manga Calendar (おとぎマンガカレンダー?, Otogi Manga Karendā) è una serie televisiva anime in bianco e nero, trasmessa dal 1961 al 1964. Si tratta del primo anime televisivo seriale mai mandato in onda.

## Trama
L'anime è incentrato sul racconto degli avvenimenti storici attraverso un personaggio non a conoscenza di "ciò che accadde in questo giorno della storia". Talvolta, fotografie ed estratti di film sono stati mischiati alle animazioni per spiegare quale evento storico fosse avvenuto. Gli archivi di ricerca venivano dal giornale Mainichi Shinbun dove per cui pubblicava all'epoca il direttore di Fuku-chan.

## La serie
Lo show era diviso in 2 stagioni. Nel 1961 fu mandata in onda la prima stagione come "storia istantanea" con 312 episodi, ciascuno dei quali è di soli 3 minuti. La seconda stagione, "Otogi Manga Calendario", andò in onda con 312 episodi da 5 minuti. Sebbene sia stata la prima serie TV trasmessa in televisione, non va considerata come primo anime trasmesso. Mittsu no hanashi è stato il primo anime giapponese trasmesso in televisione, mentre Tetsuwan Atom fu la prima serie televisiva anime da 25 minuti. Parti della serie furono inserite in Knowledgeable University, che fu trasmesso su Mainichi Broadcasting System nel 1966.
| Stagione         | Nome originale         | Nome tradotto        | Inizio trasmissione | Fine trasmissione |
| ---------------- | ---------------------- | -------------------- | ------------------- | ----------------- |
| Prima stagione   | インスタントヒストリー | Storia istantanea    | 1º maggio 1961      | 24 febbraio 1962  |
| Seconda stagione | おとぎマンガカレンダー | Otogi Manga Calendar | 25 giugno 1962      | 4 luglio 1964     |

## Staff
- Regista: Ryuichi Yokoyama
- Regia aggiunta: Shinichi Suzuki, Michihiro Matsuyama
- Screenwriter, Design, Animazione: Ryuichi Yokoyama, Shinichi Suzuki, Michihiro Matsuyama
- Art: Hiroshi Saitô